# Hiroki Maeda
Hiroki Maeda (前田 央樹 Maeda Hiroki?), född 9 april 1994 i Fukuoka prefektur, är en japansk fotbollsspelare.
Maeda började sin karriär 2017 i FC Ryukyu. 2018 flyttade han till Giravanz Kitakyushu.